# Sportåret 1834

## Händelser

### Allmänt
- 17 juli – De första "olympiska spelen" arrangeras i Ramlösa.[1]

### Boxning
- James Burke försöker att samla ihop tillräckligt mycket pengar för att få till stånd en match om den engelska mästerskapstiteln i tungvikt mot den pensionerade mästaren Jem Ward, men Ward höjer hela tiden insatsen för att undvika att möta Burke.[2]

- 12 januari – William Thompson besegrar "The Bingham Champion".[3]

### Schack

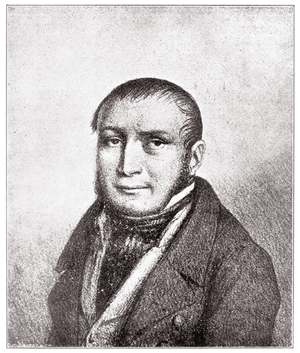
Louis-Charles Mahé de La Bourdonnais.

- Juni–oktober – Louis-Charles Mahé de La Bourdonnais besegrar Alexander McDonnell i London. De spelar sex matcher där La Bourdonnais totalt vinner 45 partier och McDonnell 27 medan 13 slutar i remi. Särskilt det 16:e partiet i fjärde matchen blir efteråt mycket känt.[4]